# الن فولی
الن فولی (انگلیسی: Ellen Foley؛ زادهٔ ۵ ژوئن ۱۹۵۱) موسیقی‌دان اهل ایالات متحده آمریکا است. وی از سال ۱۹۷۷ میلادی تاکنون مشغول فعالیت بوده‌است. از فیلم‌هایی که وی در آن نقش داشته‌است می‌توان به توتسی و جذابیت مرگبار اشاره کرد.